# 泰定
泰定（1324年—1328年二月二十六日）是元朝时元泰定帝的第一個年号，共计使用5年。

## 改元
- 至治三年——八月，元英宗被弒。九月四日，泰定帝也孫鐵木兒即位。十二月三十日，有詔明年改元泰定。[2][3]
- 泰定五年——二月二十七日，有詔改元致和。[4][5]

## 西曆紀年對照表
| 泰定 | 元年   | 二年   | 三年   | 四年   | 五年   |
| ---- | ------ | ------ | ------ | ------ | ------ |
| 公元 | 1324年 | 1325年 | 1326年 | 1327年 | 1328年 |
| 干支 | 甲子   | 乙丑   | 丙寅   | 丁卯   | 戊辰   |

## 深入閱讀
- 李崇智. . 北京: 中華書局. 2004年12月. ISBN 7101025129.
- 鄧洪波. . 臺北: 國立臺灣大學東亞經典與文化研究計劃. 2005年3月  [2021-11-06]. ISBN 9789860005189. （原始内容 (pdf)存档于2007-08-25）.

## 同期存在的其他政权年号
- 越南
  - 大慶（1314年—1324年）：越南陳朝—陳明宗陳奣年号
  - 開泰（1324年—1329年）：越南陳朝—陳明宗陳奣年号
- 日本
  - 元亨（1321年－1324年）：日本—后醍醐天皇之年号
  - 正中（1324年－1326年）：日本—后醍醐天皇之年号
  - 嘉历（1326年－1329年）：日本—后醍醐天皇之年号

- 中國年號索引

| 前一年號： 至治 | 元朝年号 1324年－1328年 | 下一年號： 致和 |